# Microctenochira vivida
Microctenochira vivida  (лат.) — вид жуков щитоносок (Cassidini) из семейства листоедов.
Эндемики Центральной Америки: Коста-Рика (San Mateo); Гондурас, Мексика (Cordova, Hidalgo, Playa Vicente, Tabasco, Tuxtla, Xilitla); Панама (Bugaba, Chiriqui, Panama).
Форма тела уплощённая. Растительноядный вид, питается растениями семейства вьюнковые (Convolvulaceae: Ipomoea phillomega).